# Нелепа, Анна Викторовна
Анна Викторовна Нелепа (укр. Ганна Вікторівна Нелепа; род. 22 апреля 1998, Константиновка, Донецкая область) — украинская спортсменка.

## Биография
Анна родилась 22 апреля 1998 года в городе Константиновка, Донецкая область, Украина. В возрасте 13 лет поступила в профильное учебное заведение — ДРВУОР (Донецкое училище олимпийского резерва им. С. Бубки), специальность «Лёгкая атлетика», завершала обучение в ДВУОР г. Бахмут, которое закончила в 2020 году и получила диплом « Младший специалист-инструктор физической культуры и спорта».

## Квалификация и достижения
- Мастер спорта Украины по легкой атлетике в дисциплине многоборье
- Кандидат в мастера спорта Украины (прыжки в длину, прыжки в высоту, 100 метров с барьерами)
- Чемпионка Украины
- Многократная призерша Чемпионатов и Первенств Украины[1][2][3][4]
- Чемпионка международных турниров в Чехии, Польше, Литве
- Бронзовая призерша матчевой встречи по атлетическим многоборьям, Франция, Обань